# Harakanahal, Harapanahalli
Harakanahal là một làng thuộc tehsil Harapanahalli, huyện Davanagere, bang Karnataka, Ấn Độ.